# إيمان خطيب ياسين
ايمان خطيب ياسين، (العبرية:אימאן ח'טיב יאסין)، (عرابة، 23 أكتوبر 1964)، هي سياسية فلسطينية من عرب 48، انتخبت كنائب في الكنيست الإسرائيلي عن الحركة الإسلامية وضمن القائمة المشتركة عام 2020، وهي أول امرأة مسلمة محجبة تنتخب في الكنيست الاسرائيلي.

## حياتها
ولدت عام 1964 في بلدة عرابة البطوف في الجليل، وتقيم في يافة الناصرة. متزوجة ولديها أربعة أولاد (ثلاثة أبناء وبنت). 

## تحصيل العلمي
بكالوريوس (لقب أول) في موضوع العمل الاجتماعي من جامعة حيفا، ماجستير (لقب ثان) في العمل الاجتماعي والجندر والنساء من جامعة تل أبيب، بتخصص موضوع الأمومة في أوساط الفتيات العربيات، خريجة معهد مندل للقيادة التربوية ،مديرة حسابات مؤهلة، خريجة دورة أعضاء مجلس إدارة من جامعة بار إيلان،خريجة دورة تسوية نزاعات من جامعة كوفنتري في إنجلترا 

## عملها ومناصبها
أسست المركز الجماهيري في يافة الناصرة وأدارته لمدة 14 عاما، شغلت منصب مديرة مركز جماهيري في بلدة زيمر في المثلث حتى أيار / مايو عام 2019 والذي أسسته، أسست مركز "فتيات في ضائقة" وأدارته لمدة 9 أعوام، عملت مديرة حسابات مؤهلة، ياسين عضو في مجلس الشورى التابع للحركة الإسلامية ومكتبها السياسي وعضو في إدارة الحركة الإسلامية في إسرائيل، عضو لجنة النهوض بمكانة المرأة في الكنيست، انتخبت عام 2020 وعام 2021 للكنيست في دورتين متتاليتين ضمن القائمة العربية الموحدة 